# Minuartia trautvetteriana
Minuartia trautvetteriana är en nejlikväxtart som beskrevs av Dmitrii Ivanovich Sosnowsky och Charadze. Minuartia trautvetteriana ingår i släktet nörlar, och familjen nejlikväxter. Inga underarter finns listade i Catalogue of Life.